# Rolf Günther (SS-Mitglied)

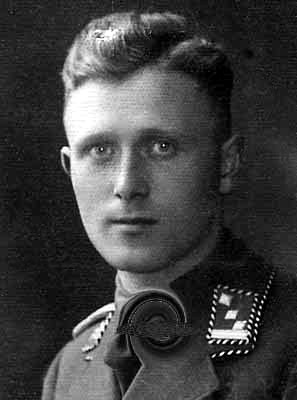
Rolf Günther als SA-Sturmhauptführer

Rolf Günther (* 8. Januar 1913 in Erfurt; † August 1945 in Ebensee) war ein deutscher SS-Sturmbannführer und ab 1941 Stellvertreter Adolf Eichmanns in der Abteilung IV B 4 („Auswanderung und Judenangelegenheiten“) im Reichssicherheitshauptamt (RSHA).

## Werdegang
Günther, Sohn des Kaufmanns Emil Günther und seiner Ehefrau Lydia, hatte drei Brüder namens Hans, Gerd und Karl. Mit 16 Jahren trat Günther 1929 der SA und zum 1. Januar 1931 der NSDAP bei (Mitgliedsnummer 472.421). Ab 1937 begann Günther als Kriminalassistentenanwärter seine Tätigkeit bei der Gestapo in Erfurt, wo er in der Folge zusammen mit seinem Bruder Hans Günther in der Abteilung IIb 1 („Konfessionen und Sekten“) auch zuständig für die sogenannte „Judenfrage“ war. Nach 1937 wechselte er von der SA zur SS (SS-Nr. 290.130) und arbeitete, wiederum mit seinem Bruder Hans, ab Juli 1938 als Referent in der neu geschaffenen Zentralstelle für jüdische Auswanderung in Wien. Während sein Bruder Hans im Juli 1939 zum Leiter der Zentralstelle für jüdische Auswanderung in Prag (ab August 1942 „Zentralamt zur Regelung der Judenfrage“) aufstieg, wurde Rolf Günther 1941 Stellvertreter Adolf Eichmanns im Eichmannreferat („Auswanderung und Judenangelegenheiten“) im Reichssicherheitshauptamt (RSHA), Amt IV B 4. Im April 1941 wurde Günther zum SS-Sturmbannführer befördert.

## Täter des Holocaust
Günther war nicht nur „maßgebend am Aufbau der ersten Zentralstelle für jüdische Auswanderung beteiligt“, sondern anschließend „bei allen übrigen neuen Einrichtungen der in der Judenfrage tätigen Dienststellen herangezogen“ worden. Gemeinsam mit Kurt Gerstein und dem Hygieniker Professor Wilhelm Pfannenstiel besuchte Günther im August 1942 das Vernichtungslager Belzec und beobachtete dort den Massenmord an Juden in der Gaskammer. Zweck der Reise war die Überprüfung der „Effizienz“ des Giftes Zyklon B. Günther sah sich durch diesen Besuch in der Absicht bestätigt, die Vergasungsanlagen auf Zyklon B umzustellen. Im Oktober 1942 war er Teilnehmer einer der Folgekonferenzen der Wannseekonferenz zur „Endlösung der Judenfrage“ im RSHA. Ab Anfang 1943 organisierte er gemeinsam mit Alois Brunner die Deportation der thessalonischen Juden in das KZ Auschwitz. Zwischenzeitlich war er 1943 beim Inspekteur der Sicherheitspolizei und des SD in Wien und ab 1944 in Prag tätig. Ebenfalls 1944 soll er an dem Verhör des katholischen Priesters Alfred Delp teilgenommen haben.

## Nach Kriegsende
Nach Kriegsende wurde Günther interniert; im August 1945 soll er in dem US-amerikanischen Kriegsgefangenenlager Ebensee mittels Gift Suizid begangen haben. Dies wurde durch Walter Huppenkothen eidesstattlich bestätigt:
„Ich traf ihn wieder in den letzten Tagen des Krieges in Österreich, wo wir uns beide zur Waffen-SS meldeten. Wir wurden mit derselben Einheit gefangengenommen und kamen dann in verschiedene amerikanische Kriegsgefangenenlager. Als ich am 5.7.1945 in das feste Lager Ebensee bei Gmunden am Traunsee verlegt wurde, traf ich Sturmbannführer Günther wieder. Am 15.8.1945 wurde ich von der CIC vernommen, wobei mir die Fotografie eines Mannes, der im Lager Ebensee Selbstmord begangen hatte, zur Identifizierung vorgelegt wurde. Ich identifizierte die Leiche als die des SS-Sturmbannführers Rolf Günther. Über die Identität bestand für mich kein Zweifel.“
Dennoch hielten sich Gerüchte, dass Günther sich in den 1960er Jahren in Argentinien aufgehalten haben solle. Unter dem Pseudonym Nils Ohlsen soll er auch in Deutschland und Dänemark lokalisiert worden sein. Noch 1973 wurde ein Haftbefehl gegen Günther wegen seiner verbrecherischen Tätigkeit für das RSHA erlassen. Seine Familie wurde ab Ende der 1950er Jahre auf Veranlassung der Staatsanwaltschaft observiert und wiederholt vernommen.